# Faustkeil von Pösing

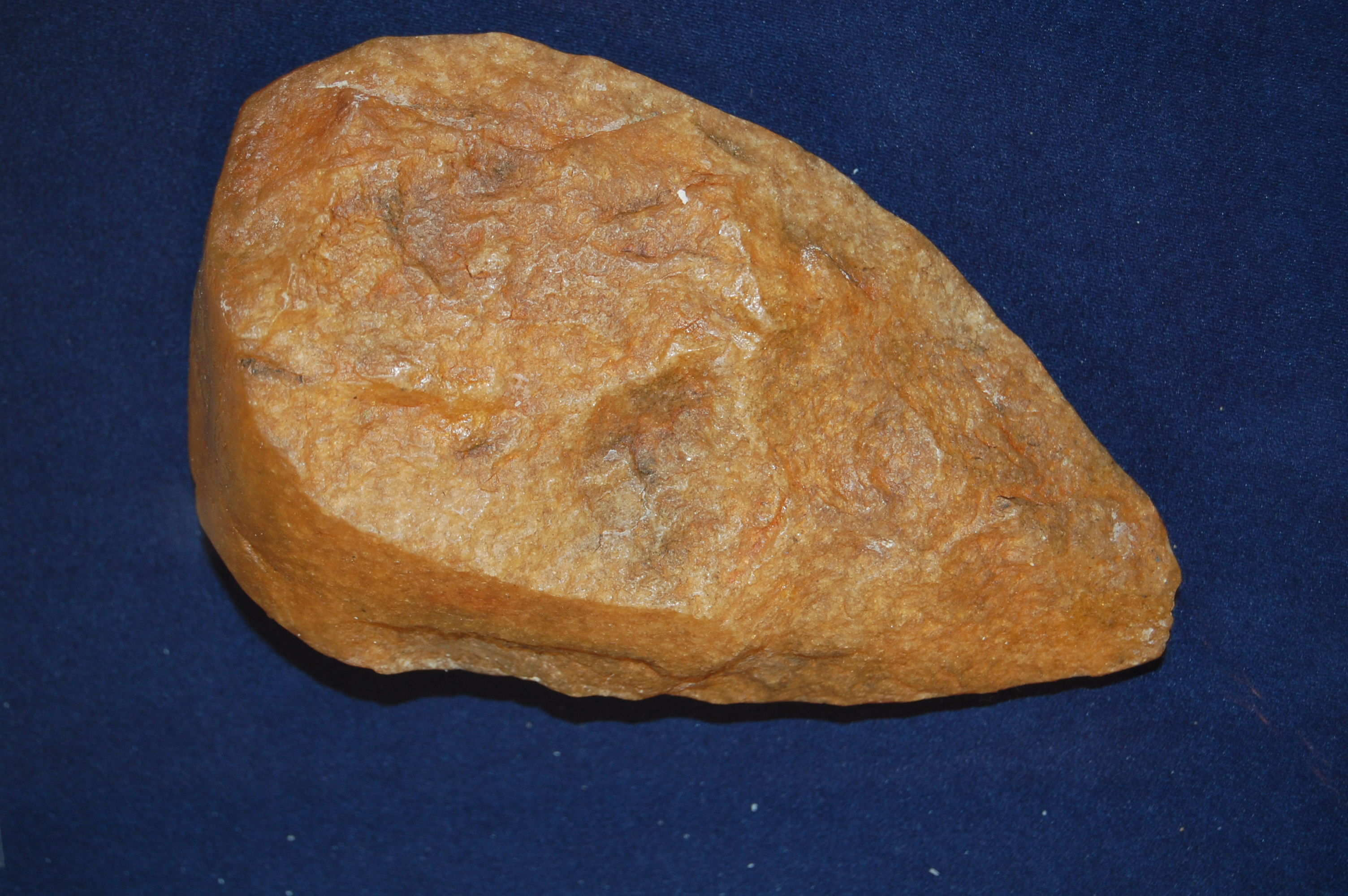
Der Faustkeil im Jahr 2009

Das Pösinger Wappen mit dem Faustkeil

Der Faustkeil von Pösing, auch Pösinger Faustkeil genannt, ist ein vielleicht 80.000 bis 100.000 Jahre alter Faustkeil aus Quarzit, der dementsprechend von einem Neandertaler angefertigt worden sein muss. Er findet sich seit 1982 im Wappen der Gemeinde. Aufbewahrt wird er im Historischen Museum Regensburg.

## Entdeckung, Ankauf und Verbleib
Der Faustkeil wurde am 11. Oktober 1961 von Georg Kagermeier bei Erdarbeiten am Boden des ehemaligen Gemeindeweihers, etwa einen Kilometer östlich von Pösing im seinerzeitigen Landkreis Roding, entdeckt. Kagermeier, der bei dem Benefiziaten Franz Xaver Angerer einiges über Archäologie erfahren hatte, reinigte den honigfarbenen Stein aus lokalem Quarzit und brachte ihn zu seinem Pfarrer. Von dort gelangte das Stück nach München ins Museum, wo es auf etwa 100.000 Jahre datiert wurde. Der Faustkeil stammte damit aus dem Interglazial zwischen Riß- und Würm-Kaltzeit. Das Museum hatte der Erbin des Fundes, Berta Kagermeier, das Stück 2008 abgekauft.

## Beschreibung, Datierung
Zunächst wurde der Faustkeil, der 151,3 mm lang, 92,4 mm breit und 47,3 mm dick ist, auf ein Alter von „möglicherweise“ 85.000 Jahren geschätzt. Seitens des Historischen Museums Regensburg wurde bis Ende 2016 ein Alter von 250.000 Jahren angenommen. Gert Richter nennt ein Alter von 80.000 Jahren. Gisela Freund konstatierte eine „basal teilweise erhalten gebliebene Geröllrinde und die dadurch bedingte Asymmetrie“.